# Банер Хил (Тенеси)
Банер Хил (енгл. Banner Hill) насељено је место без административног статуса у америчкој савезној држави Тенеси.

## Демографија
По попису из 2010. године број становника је 1.497, што је 444 (42,2%) становника више него 2000. године.
| Група             | 2000.         | 2010.         |
| Белци             | 1.037 (98,5%) | 1.388 (92,7%) |
| Афроамериканци    | 4 (0,4%)      | 9 (0,6%)      |
| Азијати           | 0 (0,0%)      | 1 (0,1%)      |
| Хиспаноамериканци | 4 (0,4%)      | 77 (5,1%)     |
| Укупно            | 1.053         | 1.497         |